# Horácio Nunes Pires
Horácio Nunes Pires (Rio de Janeiro, 3 de março de 1855 — Florianópolis, 20 de maio de 1919) foi um jornalista, poeta, dramaturgo e romancista brasileiro. Escreveu o poema do Hino do estado de Santa Catarina, musicado por seu colega, o pernambucano José Brazilício de Souza.

## Biografia
Filho do político catarinense Anfilóquio Nunes Pires e de Henriqueta Júlia Harpes. Em 16 de dezembro de 1876, casou-se com Flora Paulina Da Silva em Florianópolis. Desta união nasceram 11 filhos.
Em 1859, a família mudou-se para a cidade de Lages. Em 1866, transferiram-se para a capital, Florianópolis.
Em 1875, tendo Florianópolis como residência, nomeou-se ao cargo de 2º Oficial da Secretaria de Governo da Província de Santa Catarina. Em 1896, foi nomeado ao cargo de Diretor da Instrução Pública da Estado de Santa Catarina, cargo por ele exercido até o dia em que morreu. 
Morreu em Santa Catarina, 20 de maio de 1919, aos 64 anos.

## Obras
Peças teatrais-dramas: 
- O pintor em 2 atos
- Dolores em 2 atos
- Jorge em 5 atos
- A honra em 4 atos

Comédias:
- Onde está a caridade
- A filha de Zebedeu

Romances:
- A orgulhosa
- Juriti
- D. João de jaqueta

Soneto:
- No cemitério

## Representação na cutura
- Patrono da cadeira 33 na Academia Catarinense de Letras e Arte. [2]
- O soneto No cemitério foi considerao por Laudelino Freite entre os “500 sonetos brasileiros”. [2]
- No bairro Parque América, há a Rua Horácio Nunes Pires em São Paulo (SP).